# Janusz Ślązak
Janusz Lubomir Ślązak, född 20 mars 1907 i Warszawa, död 24 februari 1985 i Warszawa, var en polsk roddare.
Ślązak blev olympisk silvermedaljör i tvåa med styrman vid sommarspelen 1932 i Los Angeles.